# Artur Maurer
Artur Maurer (* 1. Septemberjul. / 14. September 1905greg. in Reval; † 27. Mai 1934 in Jägala-Joa) war ein estnischer Fußballspieler deutsch-baltischer Herkunft.

## Karriere
Artur Maurer spielte in seiner Vereinskarriere beim JK Tallinna Kalev.
Im Juli 1926 debütierte Maurer in der Estnischen Nationalmannschaft im freundschaftlichen Länderspiel gegen Schweden, das in Tallinn ausgetragen wurde.
Im Jahr 1927 absolvierte er ein weiteres Länderspiel gegen Litauen in Kaunas, das mit einem 5:0-Auswärtssieg der Esten endete.
Die letzten beiden seiner vier Länderspiele machte Maurer während des Baltic Cups 1928, der ersten Austragung dieses Turniers. Im Spiel gegen Litauen erzielte er in der zweiten Hälfte zwei Tore, seine einzigen beiden Treffer als Nationalspieler.